# Стен, Ги ван ден
Граф Ги ван ден Стэн де Жеэ (фр. Guy van den Steen de Jehay, 24 августа 1906 — 20 декабря 1999, Жее) — бельгийский скульптор, последний частный владелец замка Жеэ (фр. Château de Jehay). Также известен как спортсмен-лыжник, представлял Бельгию на международных соревнованиях.
Граф женился 13 апреля 1940 в Клерфонтен-ан-Ивлин на Марии-Эстель Баркер (род. 1919); они развелись 26 июля 1948. Второй раз женился 3 августа 1948 в Челси на Мойре Батлер (1920 — 26 мая 1959), дочери 5-го маркиза Ормонда, которая была англо-ирландкой по происхождению.
После возвращения в родовой  замок Жэе в 1950 году, супруги занялись его полным переоборудованием, которое продолжалось и после смерти жены 26 мая 1959. Свой замок он продал провинции Льеж 20 июля 1978.
Его единственный сын Жерар умер 15 апреля 1985.
Граф Ги ван ден Стэн создал много скульптур из бронзы и кованого чугуна, которые размещены в садах замка Шато-Жее. Стиль скульптур — эротический или макабрический.